# Муртаза-хан
Муртаза-хан (? — 1514) — хан Великої Орди у 1486—1491 і 1494 роках, астраханський хан у 1480—1482 роках, тюменський хан у 1495—1514 роках.

## Життєпис
Син Ахмата, хана Великої Орди. Дата народження невідома. 1480 року його батько повалив астраханського хана Касима I, поставивши на трон Хаджи-Тархана Муртазу. Після загибелі Ахмат-хана у 1481 році Муртаза зміг втриматися при владу десь до 1482 року. Був вигнаний у степ разом з іншим зведеним братом Саїд-Ахмадом II та ногайський бієм Тимуром. З ними перебрався до Кримського ханства, де хан Менґлі I Ґерай прийняв втікачів, але ставився до них як до почесних бранців, ніж до гостей або союзників.
1485 року під час нападу на Крим Саїд-Ахмад II (на той час втік відк римського хана) звільнив Муртазу. Брати сплюндрували Ескі-Кирим і намагалися захопити Кафу, де перебувала османська залога (в цьому вони продовжили політику батька). Не досягнувши особливих успіхів, під час відступу з Криму вони були атаковані Менґлі I Ґераєм, який уже встиг зібрати військо, відбивши в Саїд-Ахмада II і Муртази-хана усіх бранців.
1486 року Муртаза оголосив себе ханом. Того ж року виступив на підтримку Нур-Девлета й проти Менґлі I Ґерая. Втім перший в цей час перебував у Москві, звідки йогон е відпустив Іван III, великий князь Московський. Ймовірно ця невдача завдала удару по авторитету Муртази в державі. Тому він 1490 року не брав участьу поході на Крим ханів Саїд-Ахмада II і Шейх-Ахмада. Після невдачі походу Муртаза виправдовувався перед осмнаським султаном Баязидом II, що не брав участі в поході.
1491 року внаслідок вторгнень тюменського хана Ібака, а потім кримського — Менґлі I Ґерая втратив владу у Великій ОРді. У 1492 і 1494 роках спробував повернутися на трон, але програв боротьбу Шейх-Ахмаду.
1495 року втік до Тюменського ханства на Тереку, де за невідомих обставин став володарем. Невдовзі оголосив свого брата Хаджи-Ахмада ханом Великої Орди, але той не мав жодної влади. 1504 році спробував відродити Велику Орду, але марно.
Діяв спільно з Шейх-Мухаммадом-бієм та Абдул-Керімом проти Алчагира-бія, проте перемоги останнього не дозволили втілити план з захоплення Надволжя. Помер Муртаза 1514 року. Йому в Тюмені спадкував Хаджи-Ахмад.